# If You Listen
Albums de Françoise Hardy
La Question
(1971) Et si je m'en vais avant toi
(1972)
If You Listen est le douzième album paru en France de la chanteuse Françoise Hardy. Sans titre lors de son édition française en 1972, il fut identifié par le premier titre du disque, lors de son édition sur disque compact en 2000.
Quatrième album de la chanteuse entièrement composé de chansons chantées en anglais (sauf celle intitulée Brûlure). Publié en priorité dans les pays anglophones, l’édition originale est parue en Afrique du Sud en 1971, sous le titre, 4th English Album.

## Quatrième album chanté en anglais
En Afrique du Sud, le contrat de distribution des disques de Françoise Hardy avec la World Record Co. a pris fin. En novembre 1971, un nouveau contrat est alors signé pour deux ans avec le label MvN.
La chanteuse ayant en réserve une douzaine de chansons enregistrées en anglais, la production d’un album est entreprise sans tarder.
L'album contient deux créations de Micky Jones et Tommy Brown : Bown Bown Bown et If You Listen, des reprises de succès anglais et américains créés par Buffy Sainte-Marie, Mary Hopkin, Randy Newman, Neil Young, ainsi qu'une création de Françoise Hardy : Brûlure, seule chanson chantée en français de l'album,,.

## Éditions marquantes

### Édition originale sur disque 33 tours (vinyle)
Afrique du Sud, fin 1971 : Microsillon 33 tours/30cm. (vinyle), 4th English Album, MvN (MVC 3520).

### Édition française sur disque 33 tours (vinyle)
France, septembre 1972 : Microsillon 33 tours/30cm., DPI distribution/Production : Editions Kundalini (KUN 65057).

### Première édition sur disque compact
Japon, 1990 : Disque compact (jewel case), Love Songs, éd. Kundalini/Epic/Sony (ESCA 5190).

### Édition française sur disque compact
France, septembre 2000 : Disque compact (digipack luxe), If You Listen, Productions Hypopotam/Virgin France S.A. (7 24384 99452 5).

#### Crédits
- Livret : photographie réalisée par Jean-Marie Périer. Artwork réalisé par Jean-Louis Duralek.
- Arrangements et directions artistiques :
  - Tony Cox (1 à 5 + 7 à 10 + 12).
  - Hervé Roy (6).
  - Tommy Brown et Jimmy Brown (11).
- Ingénieurs du son :
  - Victor (1 à 5 + 7 à 10 + 12).
  - Bernard Estardy (6).
  - René Ameline (11).
- Orchestres :
  - Hervé Roy (6),
  - Tommy Brown et Micky Jones (11),
  - Tony Cox (pour 10 titres).

#### Liste des chansons
Les 12 chansons qui composent le disque ont été enregistrées en stéréophonie.
| No  | Titre                                                                      | Paroles                    | Musique                    | 1re interprète                      | Durée      |
| --- | -------------------------------------------------------------------------- | -------------------------- | -------------------------- | ----------------------------------- | ---------- |
| 1.  | If You Listen                                                              | Micky Jones et Tommy Brown | Micky Jones et Tommy Brown |                                     | 3 min 36 s |
| 2.  | Ocean (Titre original : The Ocean)                                         | Beverley Martyn            | Beverley Martyn            | John Martyn & Beverley Martyn, 1970 | 3 min 49 s |
| 3.  | Until It’s Time for You to Go                                              | Buffy Sainte-Marie         | Buffy Sainte-Marie         | Buffy Sainte-Marie, 1965            | 2 min 59 s |
| 4.  | The Garden of Jane Delawnay (Titre original : The Garden of Jane Delawney) | Tobias Boshell (en)        | Tobias Boshell             | Trees (en), 1970                    | 3 min 35 s |
| 5.  | Sometimes                                                                  | Miles Wootton              | Allan Taylor               | Allan Taylor, 1971                  | 3 min 10 s |
| 6.  | Let My Name Be Sorrow (Titre original : Quand je te regarde vivre)         | Martine Habib              | Bernard Estardy            | Mary Hopkin, 1971                   | 3 min 07 s |
| 7.  | Brûlure                                                                    | Françoise Hardy            | Françoise Hardy            |                                     | 2 min 50 s |
| 8.  | Can’t Get The One I Want                                                   | Beverley Martyn            | Beverley Martyn            | John Martyn & Beverley Martyn, 1970 | 2 min 50 s |
| 9.  | I Think It’s Gonna Rain Today                                              | Randy Newman               | Randy Newman               | Julius La Rosa, 1966                | 2 min 42 s |
| 10. | Take My Hand for A While                                                   | Buffy Sainte-Marie         | Buffy Sainte-Marie         | Buffy Sainte-Marie, 1968            | 3 min 01 s |
| 11. | Bown Bown Bown                                                             | Micky Jones et Tommy Brown | Micky Jones et Tommy Brown |                                     | 3 min 52 s |
| 12. | Till The Morning Comes                                                     | Neil Young                 | Neil Young                 | Neil Young, 1970                    | 1 min 31 s |

## Discographie liée à l’album

### Disques 45 tours (vinyles)
- Afrique du Sud, 1971 : SP, MvN (MVS 332).

1. Until It's Time For You To Go (Buffy Sainte-Marie),
2. Till The Morning Comes (Neil Young).

- France, mars 1971 : SP, Production Hypopotam/Sonopresse (HY 45.907).

1. T'es pas poli (Patrick Dewaere), duo avec Patrick Dewaere.
2. Let My Name Be Sorrow (Quand je te regarde vivre), (Martine Habib, adaptation du texte de Georges Chatelain et Gilles Marchal / Bernard Estardy).

### Éditions étrangères de l’album
- Australie, 1972 : LP, Let My Name Be Sorrow, éd. Kundalini/Interfusion (SITFL 934.290).
- Nouvelle-Zélande, 1972 : LP, Let My Name Be Sorrow, éd. Kundalini/Interfusion (SITFL 934.290).
- Pays-Bas, 1972 : LP, éd. Kundalini/CBS (S 65057).
- Brésil, 1974 : LP, éd. Kundalini/Som Livre (404.7039).
- Japon, 1975 : LP, Love Songs, éd. Kundalini/Epic (ECPO 18).

### Rééditions de l’album
- Japon, 1979 : LP, Love Songs, éd. Kundalini/Epic/Sony (25-3P-75).
- France, 23 juin 2017 : LP, If You Listen, Parlophone/Warner Music France (190295 989569).
- Europe, juin 2017 : LP (black 180 g), If You Listen, Parlophone/Warner Music (190295 989569).

#### Compilation contenant les 12 chansons de l’album
- Royaume-Uni, avril 2013 : CD, Midnight Blues – Paris . London . 1968-72, Ace International (CDCHD 1358)
  - Contient les chansons de l'album plus celles de l'album One-Nine-Seven-Zero, excepté Soon Is Slipping Away remplacée par Loving You, extraite de l’album En anglais.